# دایانا-ماریا ریوا
دایانا-ماریا ریوا (انگلیسی: Diana-Maria Riva؛ زادهٔ ۲۲ ژوئیهٔ ۱۹۶۹) یک هنرپیشه اهل ایالات متحده آمریکا است.

## گزیدهٔ آثار

### سینما
- مک‌فارلند، آمریکا (۲۰۱۵)
- عشق و بخشش (۲۰۱۴)
- عروسی خانوادگی ما (۲۰۱۰)
- دوباره ۱۷ (۲۰۰۹)
- آنچه زنان می‌خواهند (۲۰۰۰)

### تلویزیون
- راب (۲۰۱۲)
- بال غربی (۲۰۰۶–۲۰۰۵)
- سی‌اس‌آی (۲۰۰۴)
- نمایش درو کری (۲۰۰۰)
- پرونده‌های اکس (۱۹۹۹)